# 울란우데
울란우데(러시아어: Ула́н-Удэ́, 부랴트어: Улаан-Үдэ 올란우데, 몽골어: Улаан-Үд 올란욷, 영어: Ulan-Ude)는 부랴트 공화국의 수도이다.

## 개요
인구는 약 38만 6700명이고, 3개의 행정 구역인 소베츠키 구, 젤레즈노도로즈니 구와 옥탸브리스키 구가 있다. 부랴트 국립 대학교, 동시베리아 기술 대학교, 동시베리아 문화 예술 대학교 등의 대학교가 위치해 있다.

## 역사
1666년에 코사크부대가 우데 강 하류에 건설한 요새에 유래되었다. 당시 이름은 베르흐네우딘스크로, 지금의 명칭은 소비에트 연방 시절에 울란우데로 개칭되었다.
울란우데의 의미는 "붉은 우데강"이다.
러시아 혁명 뒤에는 반혁명군, 그 다음에는 시베리아 출병에 의해 일본군이 이 도시를 점령했고, 1920년에는 소련이 세운 극동 공화국의 수도가 되었지만, 1922년에 소련이 다시 지배했다.
1923년에는 부랴트-몽골 소비에트 사회주의 자치공화국의 수도가 되었고, 지금까지 부랴트 공화국의 중심지이다.

## 인구
| 연도                | 인구    | ±%      |
| ------------------- | ------- | ------- |
| 1897                | 8,086   | —       |
| 1926                | 29,425  | +263.9% |
| 1939                | 125,690 | +327.2% |
| 1959                | 175,172 | +39.4%  |
| 1970                | 253,569 | +44.8%  |
| 1979                | 300,370 | +18.5%  |
| 1989                | 352,530 | +17.4%  |
| 2002                | 374,854 | +6.3%   |
| 2010                | 404,426 | +7.9%   |
| 2021                | 437,565 | +8.2%   |
| Source: Census data |         |         |

## 기후
스텝 기후이며 여름은 짧지만 비교적 온도가 올라가기 때문에, 평균 기온은 20°C까지 된다. 겨울은 혹한으로 평균 기온은 -20도를 밑돈다. 강수량은 적다.
| Ulan-Ude의 기후               | Ulan-Ude의 기후 | Ulan-Ude의 기후 | Ulan-Ude의 기후 | Ulan-Ude의 기후 | Ulan-Ude의 기후 | Ulan-Ude의 기후 | Ulan-Ude의 기후 | Ulan-Ude의 기후 | Ulan-Ude의 기후 | Ulan-Ude의 기후 | Ulan-Ude의 기후 | Ulan-Ude의 기후 | Ulan-Ude의 기후 |
| 월                            | 1월             | 2월             | 3월             | 4월             | 5월             | 6월             | 7월             | 8월             | 9월             | 10월            | 11월            | 12월            | 연간            |
| ----------------------------- | --------------- | --------------- | --------------- | --------------- | --------------- | --------------- | --------------- | --------------- | --------------- | --------------- | --------------- | --------------- | --------------- |
| 역대 최고 기온 °C (°F)        | −0.4 (31.3)     | 8.4 (47.1)      | 18.4 (65.1)     | 28.7 (83.7)     | 34.5 (94.1)     | 40.0 (104.0)    | 40.6 (105.1)    | 39.7 (103.5)    | 32.2 (90.0)     | 24.7 (76.5)     | 10.4 (50.7)     | 5.2 (41.4)      | 40.6 (105.1)    |
| 일평균 최고 기온 °C (°F)      | −17.9 (−0.2)    | −10.9 (12.4)    | −0.3 (31.5)     | 9.8 (49.6)      | 18.7 (65.7)     | 24.5 (76.1)     | 26.6 (79.9)     | 23.6 (74.5)     | 16.5 (61.7)     | 6.9 (44.4)      | −5 (23)         | −14.5 (5.9)     | 6.5 (43.7)      |
| 일일 평균 기온 °C (°F)        | −23.3 (−9.9)    | −18 (0)         | −7.4 (18.7)     | 2.4 (36.3)      | 10.6 (51.1)     | 16.9 (62.4)     | 19.8 (67.6)     | 17.1 (62.8)     | 9.6 (49.3)      | 0.7 (33.3)      | −10.1 (13.8)    | −19.3 (−2.7)    | −0.1 (31.8)     |
| 일평균 최저 기온 °C (°F)      | −27.6 (−17.7)   | −23.9 (−11.0)   | −13.7 (7.3)     | −3.7 (25.3)     | 3.6 (38.5)      | 10.5 (50.9)     | 14.2 (57.6)     | 11.8 (53.2)     | 4.3 (39.7)      | −4 (25)         | −14.2 (6.4)     | −23.2 (−9.8)    | −5.5 (22.1)     |
| 역대 최저 기온 °C (°F)        | −54.4 (−65.9)   | −44.9 (−48.8)   | −40.4 (−40.7)   | −28 (−18)       | −15.1 (4.8)     | −3.9 (25.0)     | 1.2 (34.2)      | −4 (25)         | −11.4 (11.5)    | −27.9 (−18.2)   | −38 (−36)       | −48.8 (−55.8)   | −54.4 (−65.9)   |
| 평균 강수량 mm (인치)         | 5 (0.2)         | 3 (0.1)         | 3 (0.1)         | 6 (0.2)         | 18 (0.7)        | 43 (1.7)        | 65 (2.6)        | 68 (2.7)        | 28 (1.1)        | 7 (0.3)         | 10 (0.4)        | 9 (0.4)         | 265 (10.5)      |
| 평균 강우일수                 | 0               | 0.04            | 1               | 6               | 10              | 14              | 16              | 15              | 13              | 7               | 1               | 0               | 83              |
| 평균 강설일수                 | 15              | 11              | 9               | 8               | 2               | 0.03            | 0               | 0               | 1               | 8               | 17              | 18              | 89              |
| 평균 상대 습도 (%)            | 77              | 75              | 66              | 53              | 49              | 57              | 64              | 69              | 68              | 68              | 76              | 78              | 67              |
| 평균 월간 일조시간            | 115             | 155             | 225             | 248             | 287             | 288             | 270             | 247             | 211             | 167             | 113             | 92              | 2,418           |
| 출처 1: Pogoda.ru.net         |                 |                 |                 |                 |                 |                 |                 |                 |                 |                 |                 |                 |                 |
| 출처 2: NOAA (sun, 1961–1990) |                 |                 |                 |                 |                 |                 |                 |                 |                 |                 |                 |                 |                 |

## 산업

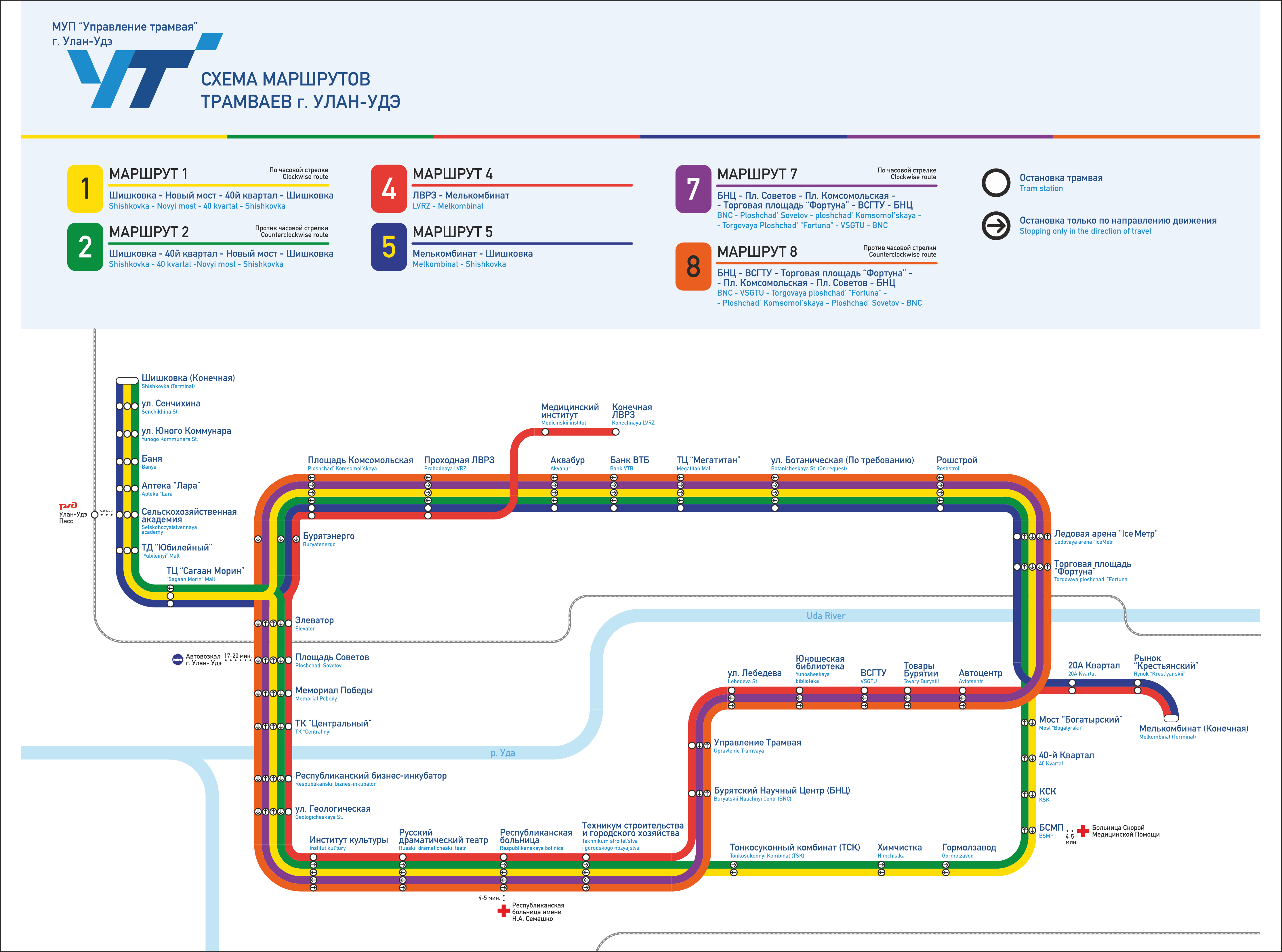
2021년 말 도시 트램 노선 지도

시베리아 철도가 지나며 울란바타르를 거쳐 베이징에 이르는 몽골 횡단 철도와의 분기점으로서 중요하다. 이곳은 소련 시절 항공산업의 중심지였다. 소련이 해체된 현재는 독자적으로 Mi-8 등을 개발, 생산, 수출하고 있어서 러시아 항공 산업을 담당하는 큰 기둥이 되고 있다.
2011년에 북한의 김정일 국방위원장이 울란우데에 위치한 전투기 제작공장인 아비아 자보드를 방문했다.

## 자매 결연 도시
- 안양시 (대한민국)
- 영월군 (대한민국)
- 창춘
- 후허하오터 (이상 중국.)
- 타이베이 (타이완)
- 루모이시
- 야마가타시 (이상 일본.)
- 울란바타르
- 에르데네트
- 다르항 (이상 몽골.)
- 맨하임 (독일)
- 해주시 (조선민주주의인민공화국)

## 교통
- 트람바이
- 버스
- 지트니